# Восьмизнамённая армия
«Восемь знамён» (кит. упр. 八旗, пиньинь bā qí, палл. ба ци) — маньчжурский принцип административного деления, совмещающий военные и гражданские элементы, неотъемлемая часть государственности в Цинской империи.

## История
Основатель маньчжурского государства Нурхаци в конце XVI — начале XVII века реформировал маньчжурские вооружённые силы. Согласно установленному им порядку, боевая часть из 300 воинов называлась ниру, пять ниру составляли чалэ (1 500 человек), пять чалэ составляли гуса (7 500 человек), два гуса составляли ци, «знамя» (15 000 человек), и поначалу воинов у маньчжуров набралось на четыре «знамени». Чтобы можно их было отличать на расстоянии, каждому «знамени» был присвоен свой стяг: жёлтый, красный, синий и белый. «Знамённая» система строилась на соединении в одной организации военного и гражданского начал, ибо ниру была одновременно и административной единицей, а солдаты составляли примерно треть её населения; главы родов и поселений становились начальниками ниру. В этих четырёх «знамёнах» числились только чистокровные маньчжуры и подчинённые им чжурчжэни, эти войска были преимущественно кавалерийскими.
В 1615 году были созданы ещё четыре новых корпуса, которые получили знамёна тех же цветов, что и первоначальные, но с каймой по краям: у красного знамени кайма была белой, у остальных — красной. С той поры маньчжурские войска получили название «восьмизнамённых» (ба ци), это была закалённая в боях, хорошо вооружённая дисциплинированная армия, всегда готовая к выступлению.
По мере расширения маньчжурского государства на земли, населённые монголами и китайцами, в дополнение к маньчжурским корпусам с 1622 года начали создаваться монгольские, а с 1631 года — китайские «знамёна». В 1635 году в армии насчитывалось восемь монгольских, а с 1642 года — столько же китайских «знамён». С 1634 года Абахай ввёл в армии деление по родам войск: конница, пехота, артиллерия, охранные части и т. д., причём воины артиллерийского корпуса (хоциин) набирались из монголов и маньчжуров.
После завершения завоевания Китая маньчжуры больше не могли удовлетворять нужды «знамённых» за счёт трофеев, поэтому была стандартизирована система рангов и установлены нормы выплаты жалованья. «Восемь знамён» стали наследственной военной кастой. Примерно половина «знамённых» войск была дислоцирована в столице, остальные были размещены в восемнадцати гарнизонах по всей стране.
За время мирной жизни произошло падение качества «знамённых» войск, и в XIX веке во время Опиумных войн и восстания тайпинов они оказались уже практически небоеспособными. После установления Китайской республики все члены «знамён», независимо от их реальной этнической принадлежности, считались маньчжурами.

## Войска зелёного знамени
Во время завоевания Китая маньчжурами на сторону империи Цин перешло много китайских войск. Номинально они были объединены в «войска зелёного знамени» (кит. трад. 綠營, пиньинь Lüying, палл. Люй ин), не входившие в Восьмизнаменные войска. Эти части располагались по всей стране мелкими гарнизонами (обычно численностью не больше тысячи человек), боеспособность их колебалась в зависимости от политической ситуации в стране. К концу правления под девизом «Даогуан» (1820—1850) Зеленознаменные войска стали единственной боеспособной армией в стране.

## Структура «знамён»
Низшей единицей «знамени» была ниру (кит. трад. 佐領, пиньинь zuoling, палл. цзолин, условно — рота), состоявшая из 300 человек. Пять ниру составляли чалэ (кит. трад. 參領, пиньинь canling, палл. цаньлин, условно — батальон), пять чалэ составляли гуса (условно — бригада).
В качестве тактической единицы знаменные корпуса не использовались, как минимум, с правления Нурхаци (1616—1626). Тактические единицы формировались на временной основе путём сведения в отряды определенного количества воинов из каждой ниру. Знаменная система сохраняла своё значение исключительно как административная структура маньчжурского народа.
В действующую армию по приказу императора набирались воины определенных частей — например, воины авангардных частей, воины артиллерийского корпуса, воины отважной конницы и т. д. в равных количествах от каждой ниру. Временный характер создаваемых частей и соединений, нормальный для феодальной армии, оказался непригоден для возросших требований Нового Времени, что и стало причиной быстрой деградации Восьмизнаменных войск.

## Список «знамён»
| Русский                 | Маньчжурский            | Монгольский         | Китайский             | Стяг |
| ----------------------- | ----------------------- | ------------------- | --------------------- | ---- |
| [Истинно] Жёлтое знамя  | gulu suwayan i gūsa     | Шулуун Шар Хошуу    | 正黃旗 zhèng huáng qí |      |
| Жёлтое знамя с каймой   | kubuhe suwayan i gūsa   | Хөвөөт Шар Хошуу    | 鑲黃旗 xiāng huáng qí |      |
| [Истинно] Белое знамя   | gulu šanggiyan i gūsa   | Шулуун Цагаан Хошуу | 正白旗 zhèng bái qí   |      |
| Белое знамя с каймой    | kubuhe šanggiyan i gūsa | Хөвөөт Цагаан Хошуу | 鑲白旗 xiāng bái qí   |      |
| [Истинно] Красное знамя | gulu fulgiyan i gūsa    | Шулуун Улаан Хошуу  | 正紅旗 zhèng hóng qí  |      |
| Красное знамя с каймой  | kubuhe fulgiyan i gūsa  | Хөвөөт Улаан Хошуу  | 鑲紅旗 xiāng hóng qí  |      |
| [Истинно] Синее знамя   | gulu lamun i gūsa       | Шулуун Хөх Хошуу    | 正藍旗 zhèng lán qí   |      |
| Синее знамя с каймой    | kubuhe lamun i gūsa     | Хөвөөт Хөх Хошуу    | 鑲藍旗 xiāng lán qí   |      |